# Smári McCarthy

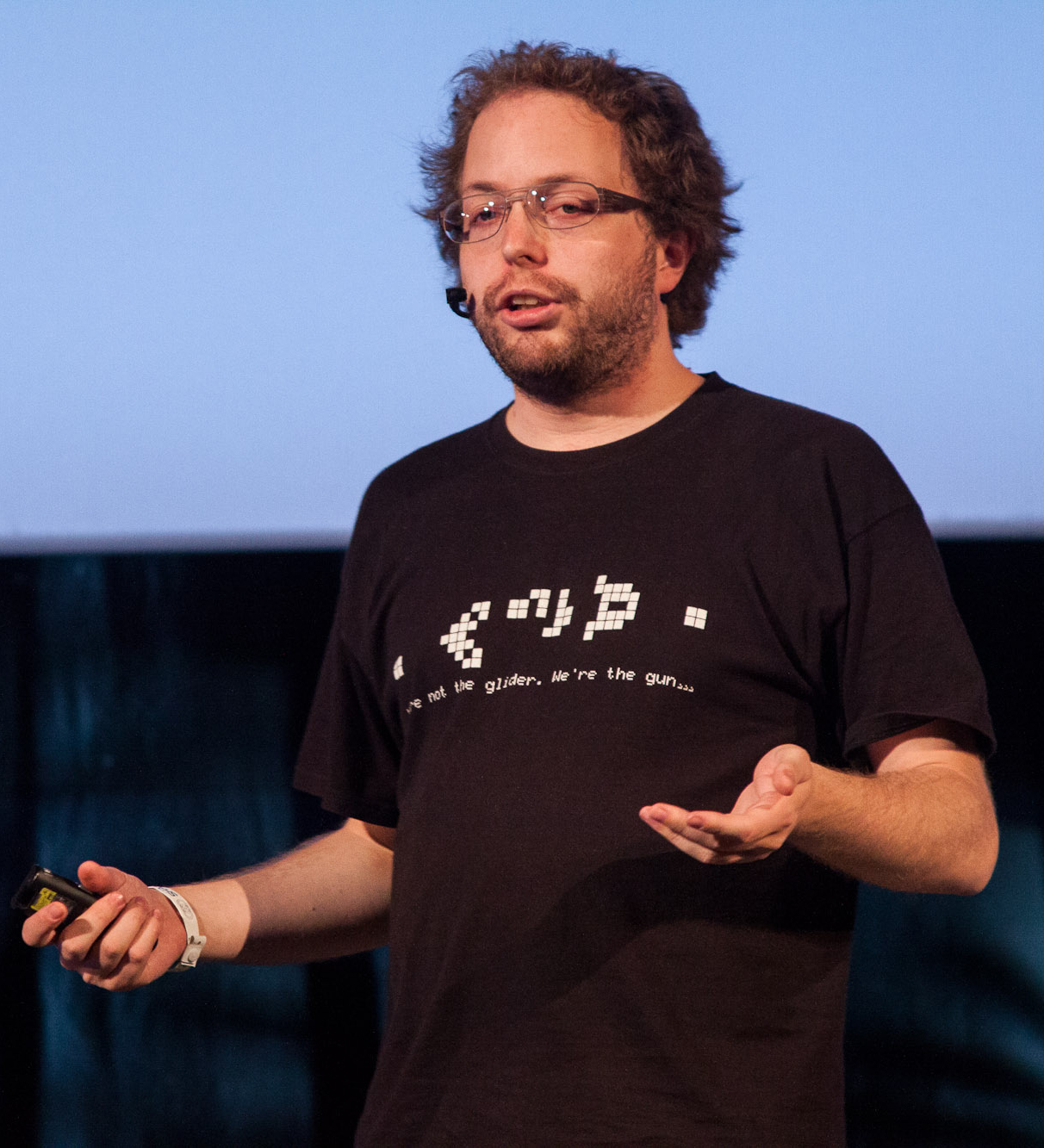
Smári McCarthy 2012

Smári McCarthy (* 7. Februar 1984 in Reykjavík) ist ein irisch-isländischer Autor, Aktivist und Politiker. Er ist Gründungsmitglied der isländischen Piratenpartei Píratar. Von 2016 bis 2021 war er Mitglied des isländischen Parlaments Althing.

## Leben
Smári McCarthy wurde als Sohn einer isländischen Mutter und eines irischen Vaters in Reykjavík geboren. Die Familie zog mit dem einjährigen Sohn nach England und kehrte nach Island zurück, als er neun Jahre alt war, wo sie auf den Westmännerinseln lebten. Smári studierte Mathematik an der Universität von Island. Er arbeitete beim privaten IT-Beratungsunternehmen ThoughtWorks und nebenbei an diversen Open-Source-Projekten wie z. B. dem E-Mail-Client Mailpile. 2013 behauptete Wikileaks, dass McCarthy vom FBI angesprochen worden sei, um als Informant rekrutiert zu werden. Er trat in diesem Zusammenhang auch im Dokumentarfilm We Steal Secrets: Die WikiLeaks Geschichte auf. 2011 und 2012 hatte er Auftritte in den Fernsehmagazinen The Alyona Show und Zapp.
Er ist Vorstandsmitglied der Isländischen Initiative zu modernen Medien (IMMI), Gründungsmitglied der Icelandic Digital Freedom Society sowie Gründungsmitglied der isländischen Piratenpartei Píratar. Er war Parteivorsitzender der Píratar für die Periode 2019–2020. Von Juli 2015 bis November 2017 war Smári McCarthy Vorsitzender der Europäischen Piratenpartei.
Bei der Parlamentswahl vom 29. Oktober 2016 trat Smári McCarthy im Wahlkreis Suðurkjördæmi erfolgreich für die Píratar an. Er hatte bereits 2013 im selben Wahlkreis kandidiert, wurde damals jedoch nicht gewählt. Bei der vorgezogenen Parlamentswahl vom 28. Oktober 2017 wurde er wiedergewählt. Zur Parlamentswahl 2021 ist er nicht angetreten. Er hatte dies bereits im September 2020 zusammen mit Helgi Hrafn Gunnarsson, der ebenfalls nicht mehr zur Wahl antrat, angekündigt. Die beiden Parlamentarier begründeten diesen Schritt damit, nicht zu lange im Parlament verbleiben zu wollen.

## Veröffentlichungen
- Mediating Democracy, in Redvolution: El poder del ciudadano conectado.
- Bergeron's Children, in Despatches from the Invisible Revolution, editiert von Keith Kahn-Harris und Dougald Hine.[13]
- Cloud Computing: Legal Issues in Centralized Architectures, mit Primavera de Filippi, in Net Neutrality and other challenges for the future of the Internet
- The Future of Information Freedom, in The Future we Deserve, editiert von Vinay Gupta
- The End of (artificial) Scarcity, in Free Beer, editiert von Stian Rødven Eide
- Mit Eleanor Saitta: Islands of Resilience. Comparative Model for Energy, Connectivity and Jurisdiction, 2012.[14]